# Дитячий пісенний конкурс Євробачення 2019
Пісенний конкурс «Дитяче Євробачення 2019» (англ. Junior Eurovision Song Contest 2019; польс. Konkurs Piosenki Eurowizji dla Dzieci 2019)  є щорічним конкурсом, який відбувся 24 листопада 2019 року на Gliwice Arena в місті Глівіце, Польща, після перемоги країни на конкурсі 2018 року в Мінську, Білорусь із піснею «Anyone I Want to Be» у виконанні Роксани Венгель. Пісенний Дитячий конкурс Євробачення організовуютьTelewizja Polska (TVP) і Європейська мовна спілка.
Це був перший раз, коли Польща стала країною-господаркою конкурсу, а також перша подія Євробачення, яка відбулася в країні після Євробачення юних танцюристів 2013 року.
У конкурсі взяли участь 19 країн, причому Іспанія повернулся до участі вперше з 2006 року, тоді як Азербайджан та Ізраїль відмовилися від участі після 2018 року. Переможцем конкурсу вдруге стала Польща з піснею «Superhero», яку виконала Вікі Габор. Таким чином Польща стала першою країною, що перемогла на Дитячому Євробаченні два рази поспіль, і першою країною, що перемогла у рідній країні. Друге місце посів Казахстан, досягнувши свого кращого результату. Іспанія після повернення посіла третє місце. У першу п'ятірку увійшли також Нідерланди та Франція. Уельс також досяг свого найкращого результату, отримавши 18-е місце.

## Формат конкурсу

### Місце проведення
У березні 2018 року стало відомо, що влада м. Сочі, Росія виявила зацікавленість у проведенні Дитячого Євробачення 2019 року. Проте згодом було повідомлено, що російський мовник не надіслав щодних пропозицій для проведення конкурсу. Станом на лиспопад 2018 року було відомо, що окрім Росії, країнами-господарками конкурсу бажають стати Казахстан, якщо конкурс буде перенесено на жовтень через погодні умови країни, та Вірменія. Трохи пізніше, в листопаді, генеральний директор TVP заявив, що телекомпанія бажає провести Дитячий пісенний конкурс Євробачення 2019 після своєї перемоги.

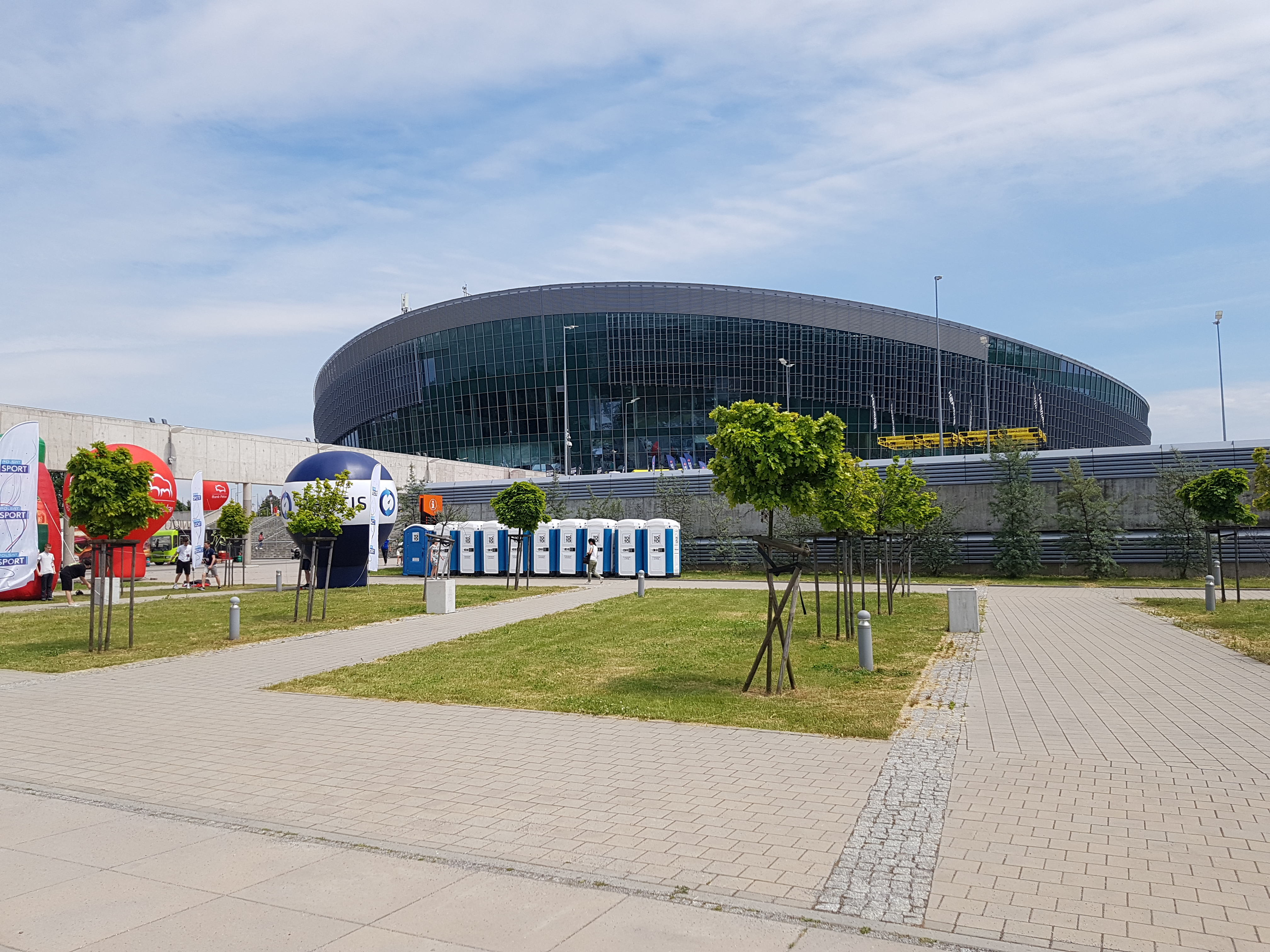
Gliwice Arena

У грудні 2018 року депутат від міста Гливиці звернувся до керівника TVP із закликом провести в місті Дитяче Євробачення 2019. Гливиці стало першим містом, яке заявило про себе щодо проведення конкурсу. Того ж місяця було підтверджено, що Польща прийматиме Дитячий пісенний конкурс Євробачення 2019 року.
У березні 2019 року було оголошено, що конкурс відбудеться у Гливиці на Gliwice Arena — це велика арена, яка в минулому проводила концерти, спортивні змагання та сімейні шоу.

### Ведучі
22 серпня 2019 року було оголошено, що Іда Новаковська, Олександр Сікора та переможниця попереднього Дитячого Євробачення Роксана Венгель стануть ведучими конкурсу. 24 вересня 2019 року журналісти та телеведучі Агата Конарська та Матеуш Шимвяк були затверджені ведучими церемонії відкриття.

### Лого та девіз
Логотипом Дитячого пісенного конкурсу Євробачення став яскравий повітряний змій, який символізує свободу, світло та радісні моменти. Девіз конкурсу 2019 року звучить як «Share the Joy!» (Поділіться радістю!). Його концепція відображає спільну роботу, що робить нас кращими, сильнішими та може приносити радість і щастя, коли ми святкуємо прекрасні речі в житті.

## Учасники
18 липня 2019 року ЄМС оприлюднив офіційний список учасників, у який увійшло 19 країн.
| №  | Країни             | Виконавець                          | Пісня                            | Мова(и)                   | Місце | Всього | Бали журі | Бали глядачів |
| -- | ------------------ | ----------------------------------- | -------------------------------- | ------------------------- | ----- | ------ | --------- | ------------- |
| 1  | Австралія          | Джордан Ентоні                      | «We Will Rise»                   | англійська                | 8     | 121    | 82        | 39            |
| 2  | Франція            | Карла                               | «Bim Bam Toi»                    | французька                | 5     | 169    | 85        | 84            |
| 3  | Росія              | Тетяна Мезенцева та Денберел Ооржак | «A Time For Us»                  | російська, англійська     | 13    | 72     | 15        | 57            |
| 4  | Північна Македонія | Міла Москов                         | «Fire»                           | македонська, англійська   | 6     | 150    | 100       | 50            |
| 5  | Іспанія            | Мелані Гарсія                       | «Marte»                          | іспанська                 | 3     | 212    | 108       | 104           |
| 6  | Грузія             | Георгі Ростіашвілі                  | «We Need Love»                   | грузинська, англійська    | 14    | 69     | 37        | 32            |
| 7  | Білорусь           | Єлизавета Міснікова                 | «Pepelny (Ashen)»                | російська, англійська     | 11    | 92     | 44        | 48            |
| 8  | Мальта             | Еліана Гомес Бланко                 | «We Are More»                    | мальтійська, англійська   | 19    | 29     | 2         | 27            |
| 9  | Уельс              | Ерін Мей                            | «Calon yn Curo (Heart Beating)»  | валлійська                | 18    | 35     | 9         | 26            |
| 10 | Казахстан          | Єржан Максім                        | «Armanynnan qalma»               | казахська, англійська     | 2     | 227    | 148       | 79            |
| 11 | Польща             | Вікі Габор                          | «Superhero»                      | польська, англійська      | 1     | 278    | 112       | 166           |
| 12 | Ірландія           | Анна Кірні                          | «Banshee»                        | ірландська                | 12    | 73     | 39        | 34            |
| 13 | Україна            | Софія Іванько                       | «The Spirit of Music»            | українська, англійська    | 15    | 59     | 28        | 31            |
| 14 | Нідерланди         | Matheu                              | «Dans met jou»                   | нідерландська, англійська | 4     | 186    | 105       | 81            |
| 15 | Вірменія           | Каріна Ігнатян                      | «Colours of Your Dream»          | вірменська, англійська    | 9     | 115    | 70        | 45            |
| 16 | Португалія         | Джоана Альмейда                     | «Ven comigo (Come With Me)»      | португальська, англійська | 16    | 43     | 0         | 43            |
| 17 | Італія             | Марта Віола                         | «La voce della terra»            | італійська, англійська    | 7     | 129    | 75        | 64            |
| 18 | Албанія            | Ісея Чілі                           | «Mikja ime fëmijëria»            | албанська                 | 17    | 36     | 7         | 29            |
| 19 | Сербія             | Дарія Врачевіч                      | «Podigni glas (Raise Your Voice» | сербська, англійська      | 10    | 109    | 46        | 63            |

## Результати голосування

### Журі
| Учасники           | Австралія | Франція | Росія | Північна Македонія | Іспанія | Грузія | Білорусь | Мальта | Уельс | Казахстан | Польща | Ірландія | Україна | Нідерланди | Вірменія | Португалія | Італія | Албанія | Сербія |
| ------------------ | --------- | ------- | ----- | ------------------ | ------- | ------ | -------- | ------ | ----- | --------- | ------ | -------- | ------- | ---------- | -------- | ---------- | ------ | ------- | ------ |
| Австралія          |           |         | 12    |                    | 1       | 8      | 4        | 8      |       | 8         | 10     | 1        | 10      | 6          | 5        |            | 2      |         | 7      |
| Франція            | 10        |         |       | 1                  | 5       |        | 6        | 6      | 10    | 2         | 1      | 5        |         | 10         | 1        | 7          | 8      | 5       | 8      |
| Росія              |           |         |       |                    |         |        |          |        |       | 3         |        |          |         |            | 10       | 2          |        |         |        |
| Північна Македонія | 4         | 1       | 7     |                    | 2       | 10     | 5        | 12     | 2     |           | 7      | 10       | 7       | 7          | 3        | 10         | 4      | 7       | 2      |
| Іспанія            | 1         | 8       |       | 10                 |         |        | 7        | 4      | 7     | 7         | 8      | 8        | 6       | 5          |          | 8          | 12     | 12      | 5      |
| Грузія             | 5         |         |       | 3                  |         |        |          | 1      | 8     |           | 5      |          |         |            | 8        |            |        | 3       | 4      |
| Білорусь           | 6         | 3       |       |                    | 6       |        |          | 3      |       |           | 2      | 7        |         | 1          | 6        |            | 10     |         |        |
| Мальта             |           |         |       |                    |         |        |          |        | 1     |           |        |          |         |            |          |            |        |         | 1      |
| Уельс              |           |         |       |                    |         | 3      |          |        |       |           |        |          |         |            |          |            | 6      |         |        |
| Казахстан          | 7         | 2       | 8     | 5                  | 8       | 12     | 12       | 7      | 12    |           | 12     | 2        | 12      | 12         | 4        | 6          | 7      | 8       | 12     |
| Польща             |           | 10      | 1     | 7                  | 12      | 4      | 10       | 10     | 6     | 12        |        | 4        | 8       | 8          |          | 5          | 3      | 2       | 10     |
| Ірландія           |           | 4       | 6     | 2                  | 3       |        |          |        | 5     | 10        |        |          | 3       | 2          |          | 3          | 1      |         |        |
| Україна            | 3         |         |       |                    |         |        | 8        |        |       | 6         |        |          |         |            | 7        |            |        | 1       | 3      |
| Нідерланди         | 12        | 12      | 4     | 4                  | 10      | 5      |          | 5      |       |           | 6      | 6        | 2       |            | 12       | 12         | 5      | 10      |        |
| Вірменія           | 8         | 5       | 10    | 6                  | 7       | 7      | 3        | 2      |       | 5         | 3      |          | 4       |            |          | 4          |        | 6       |        |
| Португалія         |           |         |       |                    |         |        |          |        |       |           |        |          |         |            |          |            |        |         |        |
| Італія             | 2         | 7       | 2     | 8                  |         | 6      | 2        |        | 3     | 1         | 4      | 12       | 5       | 4          | 2        | 1          |        |         | 6      |
| Албанія            |           |         | 5     |                    |         | 2      |          |        |       |           |        |          |         |            |          |            |        |         |        |
| Сербія             |           | 6       | 3     | 12                 | 4       | 1      | 1        |        | 4     | 4         |        | 3        | 1       | 3          |          |            |        | 4       |        |

### Глядачі
| Учасник            | Голоси     | Бал |
| ------------------ | ---------- | --- |
| Польща             | ~567,895   | 166 |
| Іспанія            | ~355,789   | 104 |
| Франція            | ~287,368   | 84  |
| Нідерланди         | ~277,105   | 81  |
| Казахстан          | ~270,263   | 79  |
| Італія             | ~218,947   | 64  |
| Сербія             | ~216,000   | 63  |
| Росія              | ~195,000   | 57  |
| Північна Македонія | ~171,053   | 50  |
| Білорусь           | ~164,211   | 48  |
| Вірменія           | ~153,947   | 45  |
| Португалія         | ~147,105   | 43  |
| Австралія          | ~133,000   | 39  |
| Ірландія           | ~116,421   | 34  |
| Грузія             | ~109,474   | 32  |
| Україна            | ~106,053   | 31  |
| Албанія            | ~99,211    | 29  |
| Мальта             | ~92,368    | 27  |
| Уельс              | ~88,947    | 26  |
| Всього             | ~3,770,000 | ―   |

## Інші країни

### Активні члени EBU
- Болгарія — 11 вересня 2018 року Болгарське національне телебачення (БНТ) оголосило, що наразі вони не планують повернення до конкурсу 2019 року.[14] Однак рішення було тимчасовим. 6 січня 2019 року БНТ через свій офіційний акаунт Twitter знову оголосили,[15] що наразі вони не планують повертатися до Дитячого пісенного конкурсу Євробачення. Телекомпанія розраховує обрати нову делегацію та правління 5 липня 2019 року, після чого буде прийнято остаточне рішення щодо участі Болгарії у конкурсі 2019 року. 8 червня 2019 року, що БНТ були оголошені банкрутами. Болгарія не була включена до остаточного списку учасників, опублікованого 18 липня 2019 року.
- Кіпр — 10 червня 2019 року Кіпрська радіомовна корпорація[en] (КРК) підтвердила, що не повернеться на конкурс 2019 року через «рішення управління».[16]
- Латвія — 14 червня 2019 року Latvijas Televīzija (LTV) підтвердили, що країна не братиме участі у конкурсі 2019 року, оскільки їх пріоритетом цього року є участь форматі Євробачення Хорів[en] і дорослому Євробаченні.[17]
- Німеччина — 10 травня 2019 року KiKa[en], Дитячий канал ARD та ZDF підтвердили, що вони не будуть дебютувати в конкурсі на 2019 рік, оскільки їх програма планування на 2019 рік вже завершена.[18]
- Норвегія — 11 квітня 2019 року Norsk rikskringkasting (NRK) підтвердив, що вони не повернуться на змагання у 2019 році, оскільки існіє невідповідність у правилах, але NRK буде слідувати за змаганням ближче, ніж раніше.[19]
- Словаччина — Прес-секретар Еріка Руснакова для словацького мовника радіо і телебачення Словаччини (RTVS) заявила, що вони оцінюють та контролюють можливість дебюту в конкурсі.[20] Однак 10 червня 2019 року RTVS підтвердила, що не буде дебютувати на конкурсі 2019 року.[21]
- Словенія — 3 червня 2019 року Радіотелевізія Словенія (RTV Slovenija) підтвердила, що не братиме участі у конкурсі 2019 року через відсутність коштів.[22]
- Фінляндія — 10 червня 2019 року Yle (Yleisradio) підтвердили, що не будуть дебютувати у 2019 році, оскільки у них є чіткий принцип не ставити дітей в «змагання для дорослих».[23]
- Чехія — 10 червня 2019 року Чеське телебачення (ČT) не прийняло повного рішення щодо участі, але заявило, що їхня увага зосереджена на пісенному конкурсі Євробачення 2020. 19 червня 2019 року ЧТ підтвердило, що країна не буде учасником конкурсу 2019 року.[24]
- Чорногорія — 2 червня 2019 року Радіо і телебачення Чорногорії (RTCG) підтвердила, що не повернеться на конкурс у 2019 році через проблеми з бюджетом.
- Шотландія — 29 червня 2019 року BBC Alba підтвердив, що не буде дебютувати у 2019 році через участь у конкурсі хорів Євробачення[en], проте вони підтвердили, що відбулися переговори, які могли б забезпечити участь у 2020 році.

### Країни та мовники, які відмовились від участі, не надаючи пояснень
- Азербайджан
- Бельгія
- Велика Британія
- Греція
- Данія
- Естонія
- Ізраїль
- Ісландія
- Молдова
- Хорватія
- Швейцарія
- Швеція